# مارفن تشايلدرز
مارفن تشايلدرز هو محامي وسياسي أمريكي، ولد في 1961. نشط حزبياً في الحزب الجمهوري. وقد انتخب عضو مجلس نواب أركنساس ‏.